# Punta Scaldasole
La Punta Scaldasole est un sommet de Corse situé dans le massif du Monte Renoso et qui culmine à 2 101 m d'altitude.

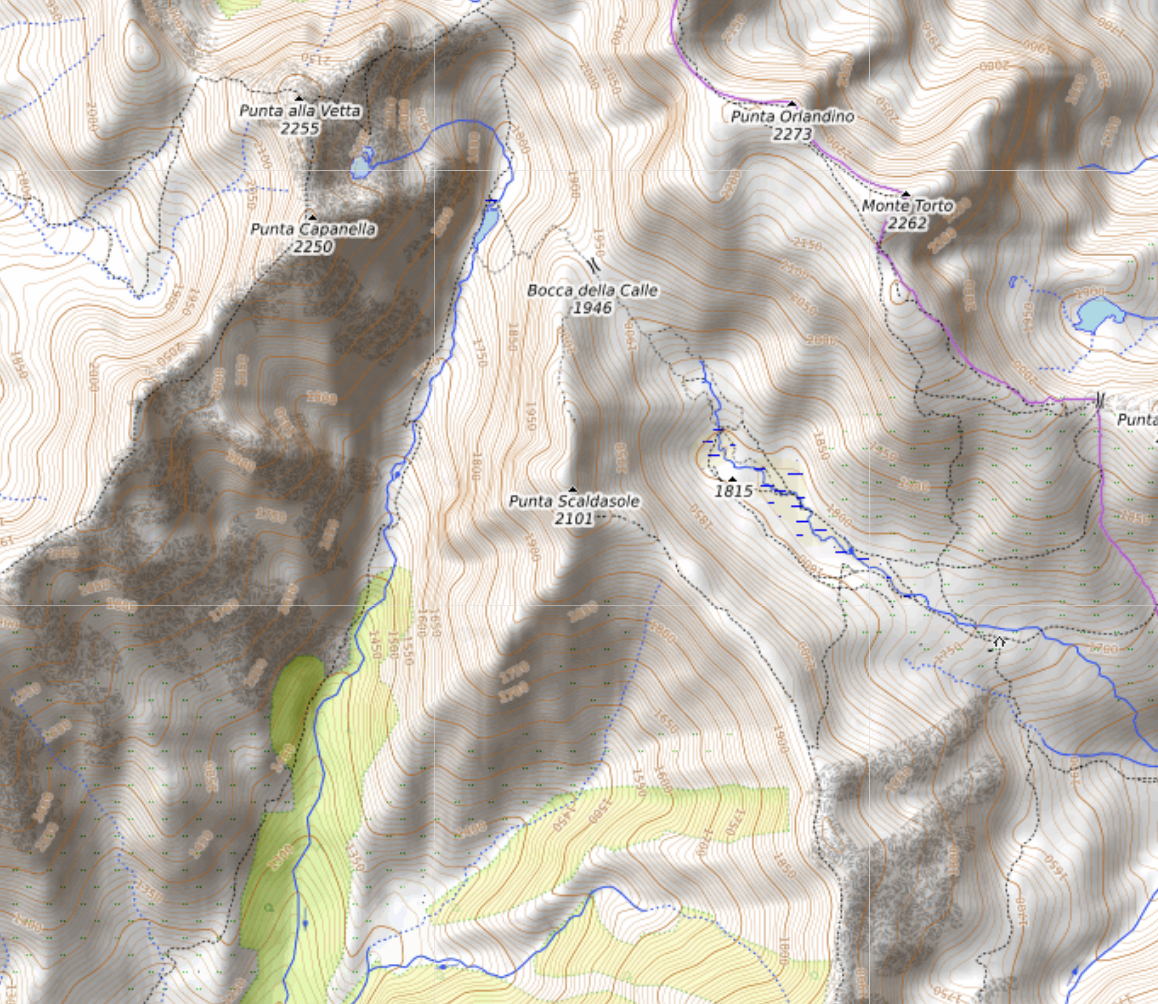
Carte topographique.

Il se situe sur la commune de Bastelica dans le département de la Corse-du-Sud.
À ses pieds se trouvent les pozzi de Marmano, à la source du fleuve Fiumorbo.